# Out of Reach (film)
Out of Reach è un film direct-to-video del 2004, diretto da Po-Chih Leong e interpretato da Steven Seagal.

## Trama
William Lansing, ex agente segreto, ha adottato a distanza un'adolescente polacca. Quando alcuni mafiosi turchi mettono in vendita online lla ragazza e Lansing entra in azione, va in Polonia e, con l'aiuto di una poliziotta, mette le cose a posto.